# The Best of Kiss, Volume 3: The Millennium Collection
The Best of Kiss, Volume 3: The Millennium Collection är ett samlingsalbum med den amerikanska gruppen Kiss, utgivet den 21 november 2006.

## Låtlista
1. God Gave Rock 'N' Roll To You II
2. Unholy
3. Domino (live)
4. Hate
5. Childhood's End
6. I Will Be There
7. Comin' Home (live Unplugged)
8. Got To Choose (live Unplugged)
9. Psycho Circus
10. Into The Void
11. I Pledge Allegiance To The State Of Rock & Roll
12. Nothing Can Keep Me From You